# Draktränaren 2
Draktränaren 2 (originaltitel: How to Train Your Dragon 2) är en amerikansk animerad äventyrsfilm från 2014, regisserad av Dean DeBlois och är uppföljaren till den Oscarsnominerade Draktränaren från 2010.
Vid Oscarsgalan 2015 nominerades Draktränaren 2 för Bästa animerade film, precis som den första filmen nominerades för, men förlorade mot Big Hero 6, och vid Golden Globe-galan 2015 utsågs den till Bästa animerade film.

## Handling
Det har gått fem år sedan den unge vikingen Hicke, sonen till Dräggös vikingahövding Tryggvåld den Väldige, blev vän med draken Tandlöse och slöt fred mellan vikingar och drakar.
Hicke och Tandlöse söker efter nya draköar, men Hicke får veta att det är någon som håller på att bygga upp en drakarmé. Tryggvåld berättar att denne någon är den hänsynslöse Drago Blödland. Hicke försöker finna Drago för att tala förstånd med honom, men så finner han och Tandlöse en isgrotta full med drakar.
Och i denna isgrotta, där finner Hicke en person som han aldrig trodde att han skulle få träffa.

## Rollista

### Engelska röster
- Jay Baruchel – Hiccup Horrendous Haddock III
- Gerard Butler – Stoick the Vast
- Cate Blanchett – Valka, Stoick's wife
- Craig Ferguson – Gobber the Belch
- America Ferrera – Astrid Hofferson
- Jonah Hill – Snotlout Jorgenson
- Christopher Mintz-Plasse – Fishlegs Ingerman
- T.J. Miller – Tuffnut Thorston
- Kristen Wiig – Ruffnut Thorston
- Djimon Hounsou – Drago Bludvist
- Kit Harington – Eret, son of Eret

Randy Thom gjorde rösteffekterna för Toothless (Tandlöse).

### Svenska röster
- Jesper Adefelt – Hicke Hiskelig Halvulk III
- Johan Hedenberg – Tryggvåld den Väldige
- Gunnel Fred – Valka, Tryggvålds hustru
- Johannes Brost – Gape Rapkäft
- Norea Sjöquist – Astrid Hofferson
- Anton Körberg – Snor-Per Jorgenson
- Johan Hillgren – Fiskfot Ingerman
- Carl-Magnus Lilljedahl – Flåbuse Torsson
- Emma Lewin – Flåbusa Torsson
- Jan Åström – Drago Blödland
- Björn Bengtsson – Eret, son av Eret